# Star Luster
Star Luster スターラスター (Sutā Rasutā) est un jeu de tir à la première personne développé et édité par Namco, sorti en 1985 sur Famicom exclusivement au japon. La même année, Nintendo adapte le jeu sur leur borne d'arcade Vs. System.

## Système de jeu
Le jeu place le joueur à l'intérieur du cockpit de son vaisseau, lui offrant une mini-carte indiquant la position des ennemis ainsi que des jauges marquant son niveau d'énergie et de bouclier.